# Bouaké (département)
Le département de Bouaké est un département de Côte d'Ivoire. 